# Cuento acumulativo

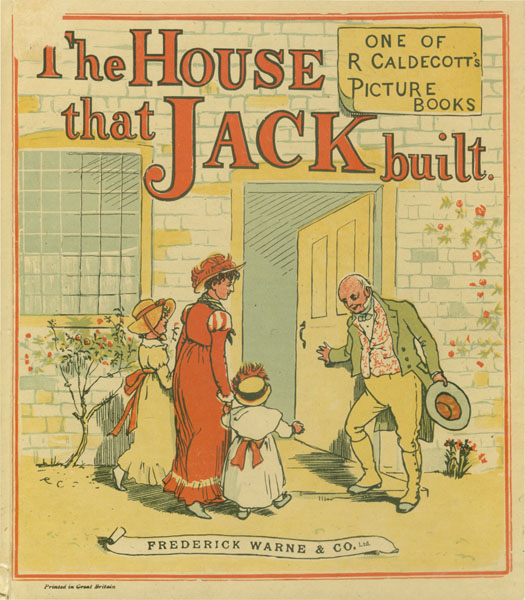
Cuento acumulativo Esta es la casa que construyó Jack

En un cuento acumulativo, a veces también llamado cuento en cadena, la acción o el diálogo se repite y se construye de alguna manera a medida que avanza el cuento. Con solo tramas muy sobrias, estos cuentos a menudo dependen de la repetición y el ritmo para lograr su efecto, y pueden requerir de un narrador experto para negociar sus trabalenguas repeticiones durante la interpretación.  El clímax es a veces abrupto y aleccionador como en " El hombre de jengibre ". El recurso suele adoptar la forma de una canción acumulativa o una canción infantil . Muchos cuentos acumulativos presentan una serie de animales o fuerzas de la naturaleza, cada uno más poderoso que el anterior.

## Historia
Los cuentos acumulativos tienen un largo historial. En un Midrash judío temprano, que se considera que data del siglo VI d. C., Abraham es llevado ante el rey Nimrod, quien le ordena adorar el fuego.  Abraham responde que sería más razonable adorar el agua, que puede apagar el fuego y, por tanto, es más poderosa. Cuando se acepta esta premisa, señala que las nubes, como sustentadoras del agua, son más dignas de adoración, y luego que el viento que las dispersa es más poderoso aún. Finalmente confronta a Nimrod con la observación de que "el hombre puede resistir el viento o protegerse detrás de las paredes de su casa".
Hay un cuento similar, The mouse turned into a Maid, en el Panchatantra, en el que la doncella ratón conoce sucesivamente el sol, la nube, el viento y la montaña. Ella prefiere que cada uno sea más fuerte que el anterior, pero finalmente se descubre que un ratón es más fuerte incluso que la montaña, y entonces se casa con el ratón. Historias de este tipo, como la japonesa El marido de la hija de la rata, están muy difundidas. 

## Clasificación
En el sistema de clasificación de Aarne-Thompson, los tipos 2000-2100 son todos cuentos acumulativos, que incluyen: 
- Cadenas basadas en números, objetos, animales o nombres 2000-2020
How the rich man paid his servant 2010
The house is burned down 2014
The goat that would not go home 2015
Fair Katrinelje and Pif-Paf-Poltrie 2019
- Cadenas que implican la muerte 2021-2024
The cock and the hen 2021
An Animal Mourns the Death of a Spouse 2022
- Cadenas que involucran la alimentación 2025-2028
The Fleeing Pancake 2025
The fat cat 2027
- Cadenas que involucran otros eventos 2029-2075
The Old Woman and Her Pig 2030
The Sky Is Falling 2033
This Is the House That Jack Built 2035
The Mouse Who Was to Marry the Sun 2031C (Japanese, Indian)
Pulling up the turnip 2044
Tales in which animals talk 2075

## Otros ejemplos de cuentos acumulativos
- Green Eggs and Ham
- The Old Woman and the Pig
- Old MacDonald Had a Farm
- The Twelve Days of Christmas
- No News, or What Killed the Dog?

## Literatura relevante
- Cosbey, Robert C. "La historia de Mak y sus analogías folclóricas". Espéculo 20, núm. 3 (1945): 310–317.
- Masoni, Licia. "Narrativa popular y inglés como lengua extranjera: un enfoque narrativo para el aprendizaje de idiomas". Revista de Estudios de Literatura y Arte 8, núm. 4 (2018): 640-658
- Ramanujan, Attippat Krishnaswami, Stuart H. Blackburn y Alan Dundes. 1997. Un árbol en flor y otros cuentos orales de la India, AK Ramanujan; Editado con un prefacio de Stuart Blackburn y Alan Dundes. Prensa de la Universidad de California.
- Tomás, Joyce. "'Atrapa si puedes': el cuento acumulativo". Un compañero del cuento de hadas, editado por Hilda Roderick Ellis Davidson, Hilda Ellis Davidson, Anna Chaudhri, Derek Brewer. Boydell y cervecero. (2003): 123-136.
- Voorhoeve, CL 2010. 408–415. Una notable historia en cadena de Nueva Guinea. En Kenneth A. McElhanon y Ger Reesink . Un mosaico de lenguas y culturas: estudios que celebran la carrera de Karl J. Franklin . SIL Internacional.